# Alojzij Pavlič
Alojzij Pavlič, slovenski policist, pravnik in veteran vojne za Slovenijo, * 1953, Bloke.
Pavlič je bil direktor Policijske uprave Postojna med 1986-1999 in 2000-2006.